# Джузеппе Мікколіс
Джузеппе Мікколіс (італ. Giuseppe Miccolis, народився 6 квітня 1973)  — італійський футбольний півзахисник, гравець клубу «ГК Б'яскезі».

## Кар'єра
18 лютого 2009 року швейцарський півзахисник покинув ФК Беллінцона зі швейцарської Суперліги та приєднався до GC Biaschesi.